# Всё о Микки Маусе
Всё о Микки Маусе (англ. Mickey Mouse Works) — американский мультсериал, созданный Walt Disney Television Animation. Главные герои — Микки Маус и его друзья. Это первый мультсериал Disney, транслируемый в широкоэкранном формате высокой четкости.

## Описание
Мультсериал, состоящий из короткометражных мультфильмов о классических диснеевских персонажах: Микки Маусе, Минни, Плуто, Дональде Даке и Гуфи.

## Производство
Некоторые короткометражки доступны в Европе на DVD под названием Mickey’s Laugh Factory. В то время как у некоторых шорт есть фон титульной карты Mickey Mouse Works, у других есть версия House of Mouse (версия Mouse Works имеет различную механику на заднем плане, включая фигуру в форме Микки и одну с текстом Mouse Works).

## Эпизоды и сезоны

### Сезон 1
Состоит из 8 серий:
1. Episode #1.1 (1 мая 1999)
2. Episode #1.2 (8 мая 1999)
3. Episode #1.3 (15 мая 1999)
4. Episode #1.4 (22 мая 1999)
5. Episode #1.5 (29 мая 1999)
6. Episode #1.6 (5 июня 1999)
7. Episode #1.7 (12 июня 1999)
8. Episode #1.8 (20 июня 1999)

### Сезон 2
Состоит из 17 серий:
1. Episode #2.1 (11 сентября 1999)
2. Episode #2.2 (18 сентября 1999)
3. Mickey to the Rescue: Cage and Cannon/Mickey’s Remedy/Goofy’s Extreme Sports: Wakeboarding/A Midsummer Night’s Dream (25 сентября 1999)
4. Episode #2.4 (2 октября 1999)
5. Episode #2.5 (23 октября 1999)
6. Episode #2.6 (30 октября 1999)
7. Episode #2.7 (7 ноября 1999)
8. Episode #2.8 (4 декабря 1999)
9. Episode #2.9 (11 декабря 1999)
10. Episode #2.10 (18 декабря 1999)
11. How to Be a Baseball Fan/Locksmiths/Minnie Takes Care of Pluto (22 января 2000)
12. How to Take Care of Your Yard (5 февраля 2000)
13. Episode #2.13 (12 февраля 2000)
14. Episode #2.14 (19 февраля 2000)
15. Episode #2.15 (26 февраля 2000)
16. Episode #2.16 (4 марта 2000)
17. Episode #2.17 (16 марта 2000)

### Сезон 3
Состоит из 6 серий:
1. Episode #3.1 (9 сентября 2000)
2. Mickey’s Mix-Up/Whitewater Donald/Mickey’s Christmas Chaos (16 сентября 2000)
3. Episode #3.3 (23 сентября 2000)
4. Episode #3.4 (30 сентября 2000)
5. Episode #3.5 (7 октября 2000)
6. Episode #3.6 (6 января 2001)

## Роли озвучивали и персонажи
Главные герои:
- Микки Маус (озвучивает Уэйн Оллвайн)[4]
- Дональд Дак (озвучивает Тони Ансельмо)
- Гуфи (озвучивает Билл Фармер)
- Плуто (озвучивает Билл Фармер)
- Минни Маус (озвучивает Расси Тейлор)
- Дейзи Дак (озвучены Дайан Мишель и Тресс Макнилл)

Основные персонажи:
- Людвиг фон Дрейк (озвучивает Кори Бёртон)
- Гораций Хорсеколлар (озвучивает Билл Фармер)
- Кларабель Кау (озвучивает Эйприл Винчелл)
- Хьюи, Дьюи и Луи (озвучены Тони Ансельмо в тандеме с Русси Тейлором)
- Чип и Дейл (озвучивает Тресс МакНил)

Злодеи:
- Пит (озвучивает Джим Каммингс)
- Мортимер Маус (озвучивает Морис Ламарш)
- Призрак (озвучивает Джон О’Харли)

Животные:
- Луи горный лев (озвучивает Фрэнк Уэлкер)
- Бутч Бульдог (озвучивает Фрэнк Уэлкер)
- Аракуанская птица (озвучивает Фрэнк Уэлкер)
- Хамфри Медведь (озвучивает Джим Каммингс)

Другие второстепенные персонажи:
- О’Хара (озвучивает Кори Бёртон)
- Скрудж Макдак (озвучивает Алан Янг)
- Дж. Одюбон Вудлор (озвучивает Кори Бертон)
- Дина Такса (озвучивает Фрэнк Уэлкер)
- Соленый печать (озвучивает Фрэнк Уэлкер)
- Клара Клак (озвучивает Русси Тейлор)
- Хосе Кариока (озвучивает Роб Полсен)
- Мистер Джоллиленд (озвучивает Джефф Беннетт)
- Миссис Черепаха (озвучивает Эстель Харрис)
- Малышка Шелби (озвучивает Джефф Беннетт)

Рассказчик:
- Джон Клиз (MouseTales и Механический дом Микки)
- Кори Бёртон (Экстремальные виды спорта Гуфи и Гуфи)